# Петерсенс, Леннарт аф

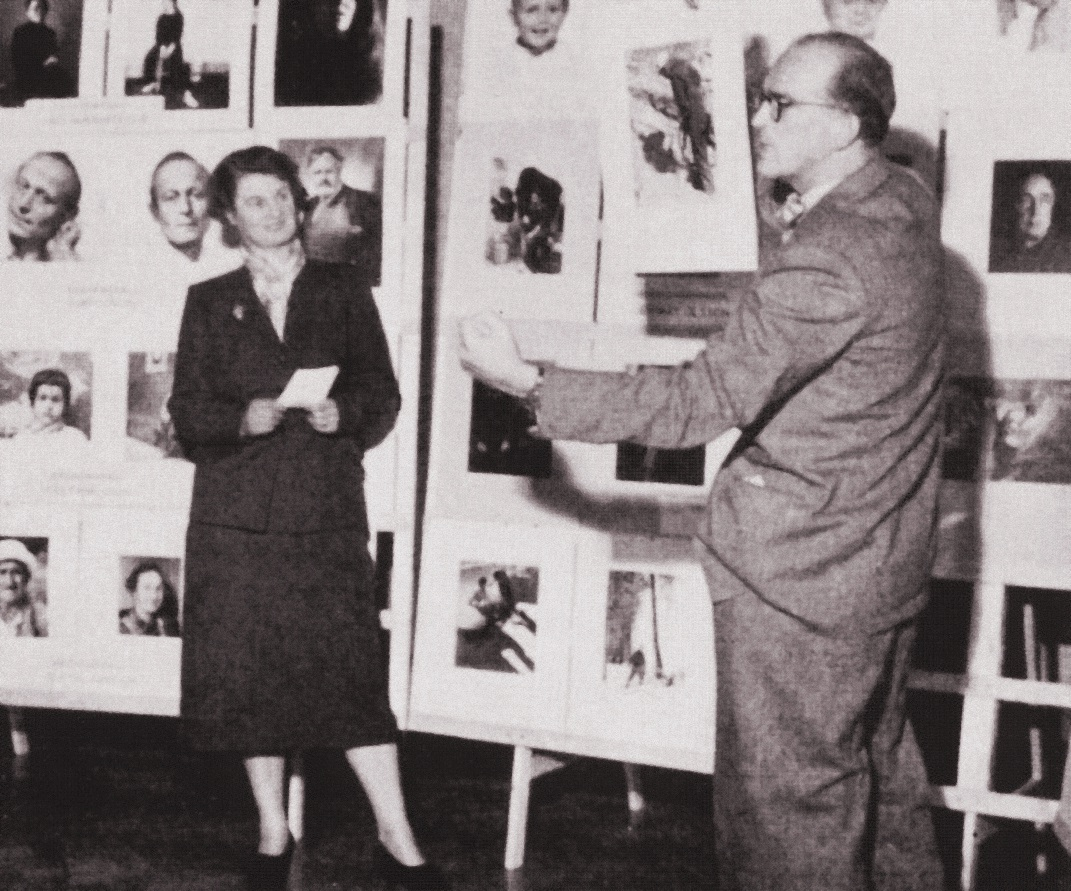
Леннарт аф Петерсенс, 1951

Леннарт аф Петерсенс (швед.  Lennart af Petersens, 1913, Кристианстад – 2004, Стокгольм) – шведский фотограф.

## Биография
В 1935-1936 учился фотографии в Копенгагене у Германа Бенте. В 1937 приехал в Стокгольм, где начал работать в ателье Арне Вальберга. В 1942 был принят на службу в музей истории города «Стокгольмская ратуша», где проработал до выхода на пенсию в 1978.

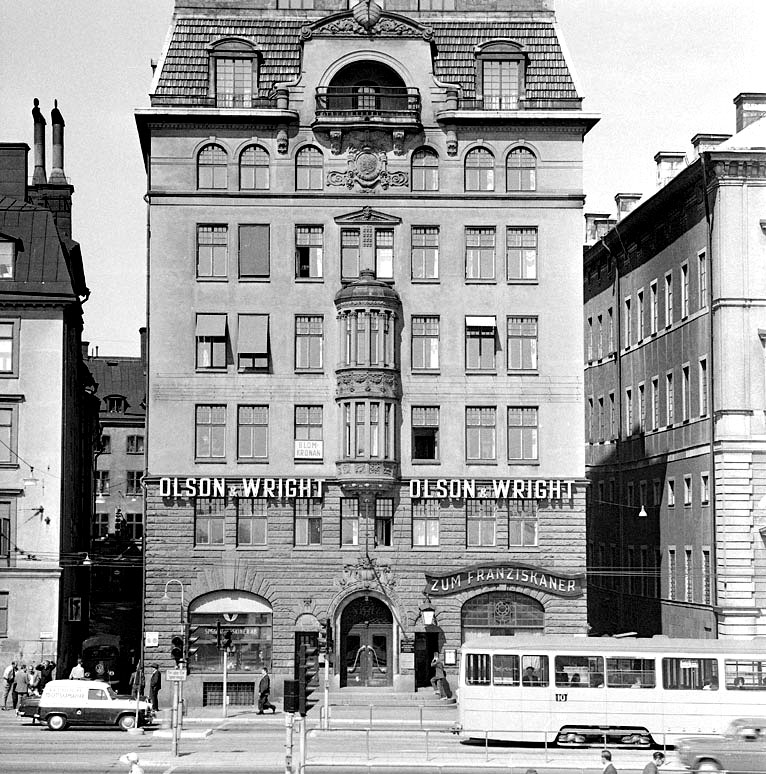
У францисканцев. Стокгольм, Старый город, 1959

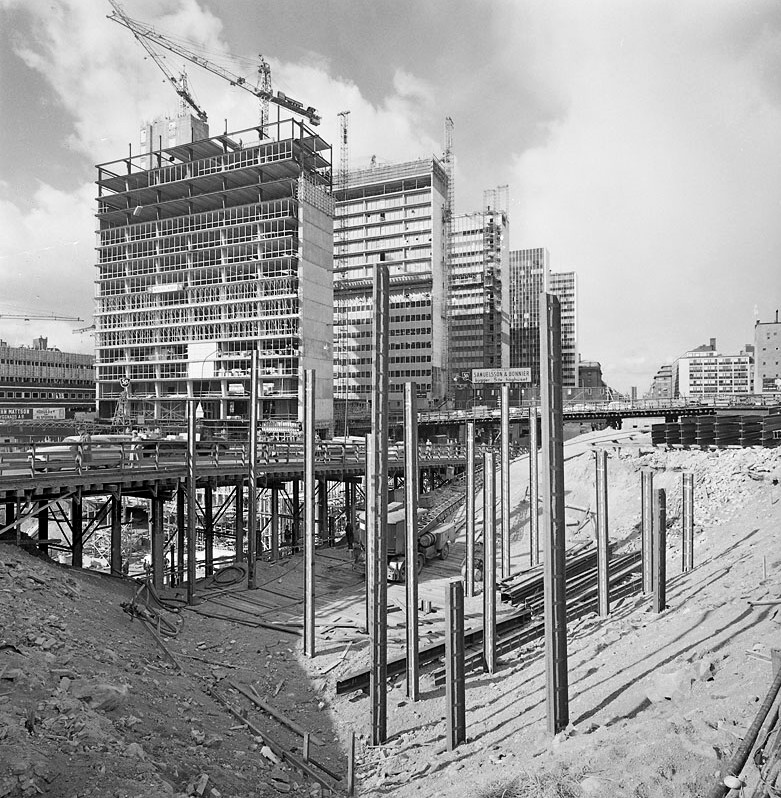
Стокгольм, Норрмальм, 1963

## Творчество
Прославился фотографиями архитектуры Рима, Швеции, но прежде всего Стокгольма, где внимательно следил за  работами по модернизации района Норрмальм и превращением старого культурного ландшафта Веллингбю в современный район столицы.

## Выставки в России
Работы мастера были представлены российским зрителям в рамках выставки «Стокгольм — Санкт-Петербург. Два портрета в одной раме» (ноябрь-декабрь 2005, см.:  (недоступная ссылка)).

## Признание
Был посмертно награждён Шведской премией за лучшую фотокнигу (2005). В том же 2005 городом Стокгольм была учреждена фотопремия имени Леннарта аф Петерсенса, первым её получил Гуннар Смолянский.

## Альбомы и каталоги
- Lennart af Petersens: retrospektivt/ Leif Wigh, ed. Stockholm: Fotografiska museet, 1983